# Димитър Лазаров (политик)
Вижте пояснителната страница за други личности с името Димитър Лазаров.
Димитър Николов Лазаров е български юрист и политик от ГЕРБ. Областен ръководител на ПП ГЕРБ - Пловдив област. Народен представител от парламентарната група на ГЕРБ в XLI и XLII народно събрание.

## Биография
Димитър Лазаров е роден на 21 октомври 1954 година в град Пловдив. Завършва специалност „Право“ в СУ „Св. Климент Охридски“. Дълги години работи като следовател. Като мажоритарен кандидат и водач на пропорционалната листа за Пловдивска област, става депутат в XLI народно събрание.
На парламентарните избори в България през 2013 година е избран за народен представител от листата на ГЕРБ в 16 МИР Пловдив-град.